# Камянов, Виктор Исаакович
Ви́ктор Исаа́кович Камя́нов (9 декабря 1924, Ростов-на-Дону — 11 апреля 1997, Москва) — советский и российский педагог, литературный критик и литературовед.

## Биография
Отец, Исаак Яковлевич Камянов (1897—1966:81), родом из местечка Докшицы, член РКП(б) с 1920 года, окончил институт красной профессуры, был членом коллегии Союзпушнины, в конце 30-х уволен после ареста братьев в ходе политических репрессий,  работал бухгалтером в различных советских учреждениях (последняя должность - главный бухгалтер хозяйственного отдела Министерства автотранспорта и шоссейных дорог РСФСР). Мать Ольга Леопольдовна (Голда Липовна) урождённая Бурштейн (?—1982:16) родом из Кишинёва в конце жизни работала экономистом в Главбумсбыте. Родители В. И. Камянова поженились в Харькове, затем переехали в Ростов-на-Дону, где в 1924 году родился их первенец, сын Виктор:11-12.
В. И. Камянов, участник Великой Отечественной войны: лейтенант, окончил школу младших авиаспециалистов (1942), Смоленское артучилище (1943). С августа 1943 — командир взвода в составе 106-го артполка, затем НПШ-2 артдивизиона 10-й гвардейской стрелковой дивизии 14-й армии Карельского фронта. Участник боёв в Заполярье. Позднее опубликовал автобиографическую повесть о своём военном опыте «После затишья». После окончания войны служил год в комендатуре небольшого немецкого городка:13.
В 1946 году поступил на факультет русского языка и литературы Московского педагогического института им. Ленина:14, а в 1950 году его окончил. По образованию филолог-классик, учился у профессора А. Ф. Лосева. На старших курсах вместе с Петром Рудневым защищал его от нападок, А. А. Тахо-Годи пишет о них, как о «ярых сторонниках» опального профессора.
По распределению был направлен учителем литературы в деревенскую школу Шарьинского района Костромской области:14. Преподавал литературу и русский язык в московских школах (1952—1973). Член Союза писателей СССР (1974). Начиная с 1973 года, работал редактором в отделе критики журнала «Новый мир». Во второй половине 70-х регулярно выступал с обзорами о состоянии советской литературы для сотрудников ЦДРИ. В 1982 году входил в жюри общемосковского конкурса эсеистов.

### Преподаватель
Известный социолог Л. Д. Гудков вспоминает: 

Камянов в выпускной характеристике отметил мой интерес к социологии, хотя тогда слова «социология» я не знал и переспрашивал, что он имеет в виду.

### Литературоведение
Печатался с 1960 г. Автор литературоведческих и литературно-критических книг. Критические статьи публиковал в журналах «Новый Мир» (1985, № 2; 1987, № 11; 1988, № 3; 1989, № 8; 1990, № 8), «Знамя» (1994, № 1); «Литературное обозрение» (1987, № 1; 1989, № 1; 1990, № 1; 1991, № 2; 1992, № 1), «Вопросы литературы» и в «Литературной газете». Статьи «Не добротой единой…» (1967) и «Доверие к сложности. Заметки о молодой прозе минувшего года» (1974) вызвали полемику в печати. Опубликовал в «Литературной газете» статью «Соло для двух голосов», поддержав писателя Руслана Киреева. Позднее Киреев вспоминал: «Виктор Камянов, один из немногих, кто меня решительно поддержал в той разбойничьей дискуссии. Решительно и бесстрашно».

## Семья
- Жена — Валентина Павловна, урождённая Забродина (1929—2013), учитель литературы[2]:14
  - Сын — Игорь, 1954 г. р., художник[13]
  - Сын — Андрей, 1958 г. р., бизнесмен, владелец рекламной компании[2]:14, 16
- Брат — Барух Авни (Борис Камянов),  израильский поэт.

## Произведения

#### Книги
- Поэтический мир эпоса: О романе Л. Н. Толстого «Война и мир». — М., 1978.
- После затишья: Повесть. — М., 1983.
- Доверие к сложности: Современность и классическая традиция. — М., 1984.
- Время против безвременья. Чехов и современность. — М., 1989.
- Реальность без грима, или К возвращению опальных книг. — М., 1991.

#### Статьи
- Камянов В. Григорий Мелехов как трагический характер. - "Русская литература", 1960, № 4, с. 91-110
- Камянов В. Обещано было больше. // Вопросы литературы. - 1962 - №3. - C. 195-197
- Камянов В. Этическое и эстетическое. // Вопросы литературы. - 1962 - №8. - C. 3-21
- Камянов В. О чтении как об искусстве. // Вопросы литературы. - 1962 - №9. - C. 227-228
- Камянов В. Преодолевая силу инерции. // Вопросы литературы. - 1962 - №12. - C. 175-178
- Камянов В. Адресуясь к нравственному сознанию. // Вопросы литературы. - 1963 - №7. - C. 200-202
- Камянов  В. Верность времени. // Вопросы литературы. - 1963 - №9. - C. 209-212
- Камянов В. Поэтический замысел в разобранном виде. // Вопросы литературы. - 1963 - №11. - C. 195-198
- Камянов В. Содружество или конкуренция? (Литература – кино – критика) // Вопросы литературы. - 1964 - №3. - C. 126-145
- Камянов В. Когда педагогика в ладу с эстетикой. // Литература в школе. – 1965. – № 3. – С. 84-86.
- Камянов В. Пляшут над рекой поденки. — «Лит. Россия», 1965, 16 июля, с. 19
- Камянов  В. Вид на окраину // Лит. Россия. — 1965. — 13 авг. — С. 2–3.
- Камянов В. Чудеса декламации. // Вопросы литературы. - 1965 - №9. - C. 231-231
- Камянов В. ...Но не по законам игры. // Литературная газета. 1965. 21 октября. [О повести В. Курочкина «На войне как на войне»]
- Камянов В. Испытание красотой (Заметки о творчестве Юрия Казакова)  // Литература в школе. – 1966. – № 4. – С. 15-21.
- Камянов В. Автор героя любит… // Вопросы литературы. - 1967 - №9. - C. 105-116
- Камянов В. Не добротой единой // Литературная газета - 1967. - 22 ноября. С. 4.
- Камянов В. На «пятачке» жанра // Литературная газета. 1968. — 19 июня.  С. 5.
- Виктор Камянов. Эвклиду — Эвклидово. (Из жизни «молодой» прозы), «Вопросы литературы», 1969, № 4;
- Камянов В. Обманчивость коротких путей  // Вопросы литературы. - 1970 - №3. - C. 83-86
- Камянов В. Служба памяти // Новый мир. 1971. № 5 — C. 270-275.
- Виктор Камянов. Мера обобщения, // Вопросы литературы, 1972, № 1, С. 255—260.
- Камянов В. Мера обобщения: [о книге В.П. Астафьева «Пастух и пастушка. Современная пастораль»] / В. Камянов // Новый мир. - 1972. - № 1. - С. 255-260
- Камянов В. Любовь и кибернетика // Новый мир. – 1973. – № 7. – С. 270-274
- Камянов В. "Обвал". Стихотворение Пушкина. // Литература в школе. – 1974. – № 3. – С. 17-19.
- Камянов  В. Об издержках «синтетической» манеры  // Вопросы литературы. - 1975 - №8. - C. 67-72
- Виктор Камянов. Критика со всеми удобствами, «Вопросы литературы», 1976, № 4.
- Камянов В. По родословной линии // Новый мир. 1977. № 4. С. 245–260;
- Камянов В. По законам поэзии (О внутренней жизни толстовского эпоса) // Вопросы литературы. - 1978 - №1. - C. 132-155
- Камянов В. Взамен трагедии  // Вопросы литературы. - 1978 - № 11. - C. 3-40
- Камянов  В. Дар проникновения: к 125-летию со дня рождения А. П. Чехова // Октябрь. – 1985. – № 1. – С. 181-192.
- Камянов В. И. В строке и за строкой: К 125-летию со дня рождения А. П. Чехова. // Новый мир – 1985. – № 2. – С. 237-253.
- Камянов В. Преодоление // Новый мир. - 1987. - № 5. - С. 253-258.
- Виктор Камянов. Задача на сложение. // Новый мир. 1988. № 4.
- Камянов В. Служенье муз и прикладная эстетика. // Октябрь. 1988. № 10. С. 146-159.
- Виктор Камянов. Испытание соседством // Юность 1989 № 1,
- Камянов В. Где тонко – там не рвется // Новый мир. –. 1989. - №8, с. 226-240.
- Камянов В. Спор о прошлом после штурма будущего // Новый мир, 1990. - №8. - С. 215-221.
- Камянов В. Падая с идейной высоты // Октябрь, 1990, № 11 c. 163-174 https://imwerden.de/pdf/oktyabr_1990_11__ocr.pdf
- Виктор Камянов. Проводы без почестей. // Знамя 1991 № 10 С. 166.
- Камянов В. В тесноте и обиде, или «Новый человек» на земле и под землей // «Новый Мир» 1991, № 12 c. 219-230 https://imwerden.de/pdf/novy_mir_1991_12__ocr.pdf
- Виктор Камянов. Кто обидел цензора? Советское искусство в поисках своего предмета. // Литературное обозрение. 1992. № 1. С.43, 49.
- Камянов В. Свободен от постоя (обзор публикаций прозы Довлатова с 1989 по 1991 г.) // Новый мир. 1992. № 2; Повторно - О Довлатове: Статьи, рецензии, воспоминания. - Тверь, 2001.
- Камянов В. Красный ферзь под боем (Сигизмунд Кржижановский. Сказки для вундеркиндов. Повести. Рассказы). // Новый мир 1992. № 8, c. 239-243.
- Камянов  В. Голос ниоткуда. К возвращению Счастливой Москвы А. Платонова. // Литературное обозрение 10, 1992, с. 22.
- Виктор Камянов. Век ХХ как уходящая натура. «Новый Мир» 1993, № 8 – С. 234-242. О Фридрихе Горенштейне.
- Камянов В.  «Игра на понижение. О репутации «старого искусства» // Новый мир. 1993. № 5
- Виктор Камянов. Лазарь Карелин. Свой. Повесть. («Москва», 1993, № 2.) «Новый Мир» 1993, № 9
- Виктор Камянов. Космос на задворках. «Новый Мир» 1994, № 3
- Виктор Камянов. Остановиться, оглянуться… (Алесь Адамович. Vixi. Законченные главы незавершенной книги. «Дружба народов», 1993, № 10.). «Новый Мир» 1994, № 6
- Камянов В. Метафизика на морозце: Над страницами «рваной» прозы //Лит. газета. 1994, 23 марта.
- Камянов В. На чужой роток не накинешь платок: Взгляд на «Знамя»-93 // Знамя. 1994. № 1. С. 193–195.
- Камянов В. Вверх дном : Заметки о люмпенизации культуры // Литературное обозрение. - 1994. - N 5-6.- С. 17-23.
- Камянов В. «Колотун по утрам, да такой, что недолго свихнуться…» // Свет двуединый: Евреи и Россия в соврем. поэзии. М., 1996. С. 332.

## Награды
- орден Отечественной войны II степени
- медаль «За оборону Советского Заполярья»
- медаль «За победу над Германией в Великой Отечественной войне 1941—1945 гг.»
- премия журнала Литературное обозрение (1980).